# Mount Odin (Nunavut)
Mount Odin ist ein 2147 Meter hoher Berg in der Qikiqtaaluk-Region des kanadischen Territoriums Nunavut. Er ist der höchste Berg auf der Baffininsel und in den Baffin Mountains sowie der fünfthöchste Berg der Arktischen Kordillere. Der Berg liegt 46 km nördlich von Pangnirtung und südlich des Mount Asgard. Benannt ist er nach Odin, dem Hauptgott der nordischen Mythologie und der nordgermanischen Religion. Die Südseite des Mount Odin besteht aus einer steil abfallenden Felswand, während die Nordseite vergletschert ist.